# Nemesia cavicola
Nemesia cavicola là một loài nhện trong họ Nemesiidae.
Nemesia cavicola được miêu tả năm 1889 bởi Simon.